# Anik C2
O Anik C2 (também conhecido por Telesat 7, Nahuel C2 e Nahuel I2) foi um satélite de comunicação geoestacionário canadense da série Anik, que foi construído pela Hughes, ele esteve localizado na posição orbital de 110 graus de longitude oeste e era administrado pela Telesat Canada, com sede em Ottawa no Canadá. O satélite foi baseado na plataforma HS 376 e sua vida útil estimada era de 10 anos. O mesmo ficou fora de serviço em janeiro de 1998.

## História
O Anik C2 foi o primeiro satélite lançado da série Anik C, que foi formada pelos primeiro satélites do Canadá com capacidade para fornecer serviços comerciais ponto-a-ponto nas frequências de banda Ku 14/12 GHz. O satélite triplicou a potência de saída do Anik A1 construído pela Hughes, que foi o primeiro satélite de comunicações do país. O Anik C também permitiu um aumento significativo da capacidade de telecomunicações sobre a série Anik A.
A Telesat Canada ganhou o contrato para a Space and Communications Group, hoje conhecida como Boeing Satellite Systems, em abril de 1978 da Hughes Aircraft Company. O contrato era para construir três satélites de comunicações para atender a expansão da rede de telecomunicações do Canadá.
O Anik C2 concentrava quatro feixes de transmissão para fornecer cobertura regional para as parcelas do sul mais densamente povoadas do Canadá. O satélite fornecia áudio, vídeo e serviços de transmissão de dados.
O satélite foi vendido para a Paracomsat um operador argentino de satélites (em 1994?). A Telesat obteve uma participação de 10% na Paracomsat e era para manter o satélite em órbita até o final de 1996. Ele foi colocado inicialmente na posição orbital de 114.5 graus oeste, depois foi transferido para 109,1 graus oeste, onde permaneceu até meados de 1993 quando foi movido para 75,8 graus oeste e colocado em órbita inclinada onde ele ficou até meados de junho de 1997. Em meados do mês de agosto de 1997 mais uma vez ele foi movido, agora, para 114.9 graus oeste, posição onde ele permaneceu em órbita inclinada até dezembro do meso ano. O Anik C2 terminou seu período de operação em janeiro de 1998.

## Lançamento
O satélite foi lançado no dia 18 de junho de 1983, abordo do ônibus espacial Challenger durante a missão STS-7, lançado a partir da Estação da Força Aérea de Cabo Canaveral, na Flórida, EUA, juntamente com os satélites Palapa B1 e SPAS 01. Ele tinha uma massa de lançamento de 1.238 kg.

## Capacidade e cobertura
O Anik C2 era equipado com 16 (mais 4 de reserva) transponders em banda Ku para prestar serviços ao Canadá. O satélite foi usado para distribuir as primeiras redes de TV paga do Canadá.